# Einer geht um die Welt
Einer geht um die Welt ist ein Lied der österreichischen Pop-Rock-Band Erste Allgemeine Verunsicherung aus dem Jahr 1990.

## Entstehung und Veröffentlichung
Geschrieben wurde das Lied gemeinsam von den EAV-Mitgliedern Andy Beit, Klaus Eberhartinger, Nino Holm, Günther Schönberger und Thomas Spitzer. Für die Produktion zeichnete Peter Müller verantwortlich.
Die Erstveröffentlichung von Einer geht um die Welt erfolgte am 21. Mai 1990 bei EMI Music, als Teil des siebten EAV-Studioalbums Neppomuk’s Rache (Katalognummer: 566 7 94349 2). Am 18. November desselben Jahres erschien das Lied als Singleauskopplung aus dem Album. Diese erschien als 7″-Single mit der B-Seite Wo ist der Kaiser? (Katalognummer: 1334747) sowie als 12″-Single, die um eine Liveversion zu Schweinefunk erweitert wurde (Katalognummer: 1334746). Auf dem hellblau gestalteten Frontcover der Single sind – neben Künstlernamen und Liedtitel in einer Sprechblase – zwei Nasenbären zu sehen, von denen einer fliegt und der auch den Liedtitel flatuliert.
Um das Lied zu bewerben, trat die Band unter anderem am 19. November 1990 bei der Bayern-3-Sendung Live aus dem Schlachthof auf. Am 31. Dezember 1990 interpretiertiere die Band das Lied in der ZDF-Sendung Das kann ja heiter werden.

## Inhalt
Der Text erzählt vom Flatulieren. Keinem sei es gelungen, so etwa Jesse James, Robin Hood, Dr. Kimble, George H. W. Bush und Johannes Paul II., einen Pups zu unterdrücken.

## Chartplatzierungen
| ChartsChartplatzierungen | Höchstplatzierung | Wochen |
| ------------------------ | ----------------- | ------ |
| Österreich (Ö3)          | 26 (3 Wo.)        | 3      |